# Cojzova koča na Kokrskem sedlu
Cojzova koča na Kokrskem sedlu (także Zoisova albo Zoissova koča na Kokrskem sedlu) – schronisko turystyczne w Alpach Kamnickich w Słowenii, które znajduje się na przełęczy o nazwie Kokrske sedlo, zwanej też Velika vrata. Przełęcz na południu ogranicza ściana Kalškiego grebena (Kalškiiej gory), na północy zaś zbocza Grintovca i Jezerskiej Kočny. W stronę wschodnią łagodnie opada do doliny Kamniškiej Bistricy, na zachodzie zaś koło gospodarstwa Suhodolnik do doliny Kokry. Nazwana jest imieniem braci Karla Zoisa (1756-1799), botanika, i Žigi Zoisa (1747-1819), przyrodoznawcy i mentora słoweńskich pisarzy. Znajduje się na trasie Słoweńskiego Szlaku Górskiego.

## Opis
Pierwotne schronisko w 1897 wybudowała kranjska sekcja Niemiecko-austriackiego Towarzystwa Górskiego (niem. Deutscher und Österreichischer Alpenverein). Schronisko było z modrzewiowego drewna, miało 10 m długości, 7 m szerokości, 2 piwnice, 2 pokoje, 2 sypialnie, na poddaszu zaś jeszcze sypialnię, pokój dla przewodników i dla gospodarza.
Po I wojnie światowej schronisko przeszło w słoweńskie ręce (SPD – Słoweńskie Towarzystwo Górskie). Fran Lapajne pisał: „Schronisko jest bardzo przykładnie utrzymane: oprócz kuchni jest przestrzenny pokój dla turystów, męska i żeńska sypialnia mają każda po 5 łóżek, na poddaszu jest dla około 24 osób wspólna noclegownia. Po wojnie nieznani sprawcy ograbili i mocno zdewastowali schronisko. Trzeba było sporo czasu i środków pieniężnych, żeby je doprowadzić do dobrego stanu”.
Po II wojnie światowej przejęło je PD (Towarzystwo Górskie) Kamnik. Kiedy schroniska stało się za małe i nieodpowiednie na ówczesny czas, w 1966 wyremontowano i powiększono je. W 1967 doprowadzono z Konca v Kamniški Bistrici towarową kolejkę linową. W 1986 doprowadzono wodę ze źródła oddalonego o 900 m. W tym samym roku zaczęto stawiać przybudówkę koło schroniska. Remont został zakończony w 1988, otwarcie nastąpiło w 95. rocznicę założenia kamnickiej sekcji SPD, 18. września 1988.
Schronisko jest zazwyczaj otwarte od początku czerwca do połowy października. W części dla gości jest 81 siedzeń w jadalni ogrzewanej piecem; w 17 pokojach jest 105 miejsc, we wspólnej noclegowni zaś 30 łóżek; jest też WC, umywalnia z zimną wodą, woda bieżąca, agregat prądotwórczy, sieć radiowa; ma też pokój zimowy z 12 miejscami.

## Dostęp
- 3,30 h: z doliny Kamniškiej Bistricy, ze schroniska w Kamniškiej Bistricy (601 m)
- 2,30 h: z doliny Kokry albo z gospodarstwa Suhadolnik (896 m) pod Grebenem albo przez Taško

## Sąsiednie obiekty turystyczne
- 5 h: do Czeskiego schroniska na Spodnjich Ravnich (1542 m) przez Mlinarską Przełęcz (Mlinarske sedlo)
- 5 h: do Czeskiego schroniska na Spodnjich Ravnich (1542 m) przez Dolšką škrbinę
- 5,30 h: do Frischaufovego domu na Okrešlju (1396 m) przez Turski żleb
- 6 h: do Schroniska na Kamniškiej Przełęczy (1864 m) przez Sleme i Turską gorę
- 5 h: do schroniska na Gospincu (1491 m) przez Kalce
- 6 h: do schroniska na Gospincu (1491 m) przez Kalški greben
- 2 h: Grintovec (2558 m)
- 1 h: Kalška gora (2047 m)
- 2,30 h: Kalški greben (2224 m)
- 3,30 h: Kočna (2540 m)
- 3 h: Skuta (2532 m)